# Governo Beblawi
Il Governo Beblawi è un governo della Repubblica Araba d'Egitto. Il governo è stato nominato dal presidente ad interim Adli Mansur il 9 luglio 2013.

## Ministeri
| Titolo                                                                   | Nome                         | Partito               |
| ------------------------------------------------------------------------ | ---------------------------- | --------------------- |
| Primo ministro                                                           | Hazem al-Beblawi             | Indipendente          |
| Vice primo Ministro e Ministro della Difesa                              | Abdel Fattah al-Sisi         | Forze armate          |
| Secondo vice primo Ministro e Ministro della cooperazione internazionale | Ashraf El-Araby              | Indipendente          |
| Vice Primo Ministro e Ministro dell'Istruzione Superiore                 | Hossam Eisa                  | Indipendente          |
| Ministro degli Interni                                                   | Mohamed Ibrahim Moustafa     | Polizia               |
| Ministro degli affari esteri                                             | Nabil Fahmi                  | Indipendente          |
| Ministro della produzione militare                                       | vacante                      |                       |
| Ministro delle finanze                                                   | Ahmed Galal                  | Indipendente          |
| Ministro della ricerca scientifica                                       | Ramzy George                 | Indipendente          |
| Ministro delle antichità                                                 | Mohamed Ibrahim Ali al-Sayed | Indipendente          |
| Ministro dell'Ambiente                                                   | Laila Rashed Iskandar        | Indipendente          |
| Ministro dello sviluppo interno                                          | Adel Labib                   | Indipendente          |
| Ministro della cultura                                                   | Mohamed Arab                 | Indipendente          |
| Ministro della giustizia                                                 | Adel Abdel-Hamid             | Indipendente          |
| Ministro degli investimenti                                              | Osama Saleh                  | Indipendente          |
| Ministro dell'istruzione                                                 | Mahmoud Abo El-Nasr          | Indipendente          |
| Ministro dei trasporti                                                   | Ibrahim El-Demairy           | Indipendente          |
| Ministro dell'elettricità ed energia                                     | Ahmed Imam                   | Indipendente          |
| Ministro del turismo                                                     | Hisham Zazou                 | Indipendente          |
| Ministro dell'agricoltura                                                | Ayman Abu Hadid              | Indipendente          |
| Ministro delle comunicazioni                                             | Atef Helmy                   | Indipendente          |
| Ministro dell'informazione                                               | Durriyah Sharaf Al Din       | Indipendente          |
| Ministro del petrolio                                                    | Sherif Ismail                | Indipendente          |
| Ministro delle risorse idriche e dell'irrigazione                        | Mohamed Abdel Muttalib       | Indipendente          |
| Ministro dell'edilizia e sviluppo urbano                                 | Ibrahim Mahlab               | Indipendente          |
| Ministro del commercio interno                                           | Mohamed Abu Shadi            | Indipendente          |
| Ministro del lavoro e dell'immigrazione                                  | Kamal Abu Eita               | Partito della Dignità |
| Ministro delle sovvezioni religiose                                      | Mukhtar Gomaa                | Indipendente          |
| Ministro della pianificazione                                            | Ashraf El-Araby              | Indipendente          |
| Ministro della salute                                                    | Maha El-Rabat                | Indipendente          |
| Ministro dell'aviazione civile                                           | Abdel Aziz Fadel             | Indipendente          |
| Ministro della solidarietà sociale                                       | Ahmed Borai                  | Indipendente          |
| Ministro dell'industria e del commercio                                  | Munir Fakhri Abd al-Nur      | Neo-Wafd              |
| Ministro delle politiche giovanili                                       | Khaled Abdel Aziz            | Partito dell'Egitto   |
| Ministro dello Sport                                                     | Taher Abouzaid               | Neo-Wafd              |